# Carpiquet
Carpiquet – miejscowość i gmina we Francji, w regionie Normandia, w departamencie Calvados.
Według danych na rok 1999 gminę zamieszkiwało 1861 osób, a gęstość zaludnienia wynosiła 316 osób/km² (wśród 1815 gmin Dolnej Normandii Carpiquet plasuje się na 148. miejscu pod względem liczby ludności, natomiast pod względem powierzchni na miejscu 808.).